# Cantant sota la pluja
Cantant sota la pluja (títol original en anglès Singin' in the Rain) és un clàssic cinematogràfic del gènere de la comèdia musical estrenat als Estats Units el 27 de març de 1952.

## Argument
La pel·lícula comença amb una mena de burla sobre els premis Oscar, en què els protagonistes fingeixen una relació entre ells per tal de donar més publicitat a les seves pel·lícules. Assetjat per unes fans, el protagonista (Gene Kelly) coneix una noia de qui s'enamora -mentre intenta fugir-, però ella l'evitarà per diferències de visió sobre els actors del cinema mut i del teatre.
Més tard es retrobaran en una festa en què, després d'un altre incident entre ells i la companya de rodatge de l'actor, els mostren un tros de pel·lícula amb veu, que no es prenen seriosament perquè creuen que no té futur. Poc temps després s'assabenten que s'ha estrenat la primera pel·lícula sonora i que és tot un èxit; arran d'això i, vist el desastre de la preestrena de la seva última pel·lícula, decideixen de convertir-la en un musical, amb els problemes que això els provocarà: ensenyar a parlar als actors, cercar algú que n'escrigui els diàlegs, enregistrar la veu sense que se sentin sorolls i que hi hagi problemes de sincronització, etc.
Després de superar tots aquests problemes tiren la pel·lícula endavant amb un gran èxit. Aquest èxit provoca el retrobament del protagonista principal i la noia que li agrada, perquè és ella qui dobla la veu de la seva companya sense que aquesta ho sàpiga. Però quan se n'assabenta, en veure perillar la seva feina, amenaça a la productora perquè no digui que la doblen i d'aquesta manera aconseguir mantenir la seva reputació; de manera que al director no li queda més remei que acceptar-ho, però en una de les presentacions de la pel·lícula ella s'adreça als espectadors, i aquests, estranyats de la seva veu, li demanen que canti. Ella hi accedeix, però només si és doblada per l'altra noia. Tanmateix, aquesta estratègia és aprofitada per mostrar al públic qui és l'autèntica artista.

## Repartiment
- Gene Kelly: Don Lockwood
- Donald O'Connor: Cosmo Brown
- Debbie Reynolds: Kathy Selden
- Jean Hagen: Lina Lamont
- Millard Mitchell: R.F. Simpson
- Cyd Charisse: parella de ball de Gene Kelly
- Douglas Fowley: Roscoe Dexter
- Rita Moreno: Zelda Zanders
- King Donovan: Rod (no surt als crèdits)
- Judy Landon: Olga Mara (no surt als crèdits)
- Madge Blake: Dora Bailey (no surt als crèdits)
- Kathleen Freeman: Phoebe Dinsmore (no surt als crèdits)

## Història i producció
- La paradoxa d'aquesta pel·lícula, que és el cinema dins el cinema, va ser que l'actriu que en realitat canta i dobla a Debbie Reynolds va ser Jean Hagen, l'actriu a qui en la ficció dobla a aquesta.
- L'escena de Gene Kelly ballant sota la pluja no era al guió original. En el primer esborrany havia de ser cantat per Reynolds, O'Connor, i Kelly en la seva volta de la presentació de El Caballero Duelista. Durant el rodatge d'aquesta mateixa escena, Gene Kelly, el protagonista estava a 39 graus de febre.[3] Una llegenda comuna és que Kelly va rodar la cançó sencera en una sola presa, gràcies a diverses càmeres situades en diferents llocs predeterminats, encara que en realitat van trigar 2 o 3 dies en rodar la seqüència.[4] Un altre mite és que la pluja estava feta barrejant aigua i llet, per tal d'aconseguir un major efecte visual en la càmera; l'efecte visual es va aconseguir, encara que amb dificultats, gràcies a efectes de contrallum.[5][6]

- Es van utilitzar escenes filmades dels Tres Mosqueters per a incloure-les com a part de El truhan real, la pel·lícula de cine mut amb la qual s'obre el film.
- Després d'un número musical, Gene Kelly va ajudar a Debbie Reynolds per la seva falta d'experiència en el ball. Durant les nits Kelly la tancava en una habitació per a assajar durant hores. Quan va acabar el número de Good Morning, els peus de Reynolds estaven molt adolorits. Anys més tard Debbie Reynolds va agrair les classes de ball de Kelly, ja que sense aquestes classes no hauria pogut seguir la seva gran carrera.[7][8] Amb el temps, Debbie Reynolds va dir que:

"Fer Cantant sota la pluja i donar a llum van ser les dues experiències més difícils de la meva vida"
- L'escena de ball de Gene Kelly i Cyd Charisse que pertanyia al número musical Broadway Melody, en la qual Charisse interpretava a una atractiva dona que intenta seduir amb el seu ball a Kelly, va ser considerada d'alt contingut eròtic per a l'època degut al fregament corporal i els moviments que contenia. Per això, després de l'edició final de la pel·lícula, es van retallar alguns segons de la seqüència de ball, per considerar-se massa sexual un movien realitzat per ambdós ballarins. L'escena retallada és fàcilment distingible i notable en el film, però aquest va ser parcialment dissimulat amb la pista musical. Un altre petit inconvenient que va sorgir amb l'escena va ser la diferència d'estatura que hi havia entre ambdós ballarins, ja que Cyd Charisse era una dona bastant alta i Gene Kelly un home d'una estatura mitjana-baixa. A més, Charisse havia de portar talons, incrementant encara més aquesta diferència, quedant una mica antiestètic, especialment en les parts en les quals Charisse s'acostava molt a Kelly. Per això hi ha moments en els quals ella té els genolls lleument semiflexionats.
- Donald O'Connor va haver de ser hospitalitzat després de fer la seqüència de Make 'em laugh.[4]
- Un cop estrenada la pel·lícula, es va convertir en un dels millors films de tots els temps i el ball de Kelly va acabar sent una icona, destacant l'escena de Singing in the rain.

## Inicis del cine sonor
Un dels temes més importants que es tracta a la pel·lícula és el pas del cinema mut al cinema sonor. Es fan referències a moments tan importants com l'estrena de la primera pel·lícula sonora, The Jazz Singer, l'any 1927. Tal com va passar a la realitat, els personatges fan comentaris donant a entendre que aquest nou invent no durarà gaire. Tot i això, els estudis s'adapten a la realitat del moment perquè era el que donava més diners.
A causa de l'aparició del cinema sonor, moltes grans estrelles van caure en l'oblit, ja que no sabien actuar de forma més natural a causa de la gran teatralització que havien d’aportar a les seves actuacions en cine mut, que aprofitava les expressions exagerades dels actors. També és una paròdia de la realitat portar als actors a classes de dicció, com en el cas de la Lina i el Don a la pel·lícula. Evidentment, essent el film una comèdia, la incapacitat de la Lina per oferir la seva veu es porta fins a un extrem totalment còmic. Apareixen també aquests problemes durant la gravació del Cavaller Duelista, on es mostren les dificultats tecnològiques que hi havia al principi per gravar el so i la imatge a l'hora. Alguns d'aquests problemes són: la col·locació dels micròfons, la inexperiència dels actors amb aquest nou element, la sincronització del so...

## Premis i Nominacions

### Nominacions[11]
- Oscar a la millor actriu secundària (Jean Hagen)
- Oscar a la millor banda sonora (Lennie Hayton)